# Њивичани
Њивичани (мкд. Нивичани) су насеље у Северној Македонији, у источном делу државе. Њивичани су у саставу општине Кочани.

## Географија
Њивичани су смештени у источном делу Северне Македоније. Од најближег града, Кочана, насеље је удаљено 10 km северозападно.
Насеље Њивичани се налази у историјској области Кочанско поље. Насеље је положено северно од поља, на првим брдима јужног дела Осоговске планина. Надморска висина насеља је приближно 700 метара.
Месна клима је планинска због знатне надморске висине.

## Историја
У месту је радила српска народна школа 1858-1888. године. После прекида обновљена је 1894. године.
Погинуо је од бугарске руке у атентату, месни парох Јевта 26. децембра 1899. године. Ту је 1900. у цркви служио нови свештеник поп Петар Цветовић.

## Становништво
Њивичани су према последњем попису из 2002. године имали 343 становника.
Претежно становништво у насељу су етнички Македонци (100%).
Већинска вероисповест месног становништва је православље.